# Hens and Kelly
Hens and Kelly was een warenhuisketen, die in 1882 opgericht werd door Mathias J. Hens en Patrick J. Kelly in Buffalo, New York. Zij waren de eersten die de S&H Green Stamps gebruikten als promotionele stimulans voor vaste klanten. De winkel in het stadscentrum was gevestigd op Main Street 478, op de hoek met Mohawk Street. Het eerste filiaal werd geopend in december 1950, in South Buffalo op Seneca Street 2262. Het sloot in 1959. Andere winkels volgden in het L.B. Smith Plaza in Lackawanna, New York; op Bailey Avenue 2863 in Buffalo; en in het Transitown Plaza, in Clarence, New York.
Hens and Kelly openden voor een bedrag van $4 miljoen eem winkel in het South Shore Plaza in Hamburg, New York in 1960, wat een grote uitbreiding van het warenhuis naar de groeiende buitenwijken van Buffalo inluidde. Het jaar daarop werd een nieuwe winkel geopend in Northtown Plaza in Amherst, New York. Halverwege de jaren zeventig waren er ook winkels te vinden in de Como Mall in Cheektowaga, New York, het Village Shopping Center in East Aurora, New York, en de Summit Park Mall in Wheatfield, New York. In 1967 werd de keten gekocht door Sperry & Hutchinson en in 1978 door Twin Fair, Inc. Hens & Kelly werd in 1982 gesloten toen Twin Fair werd overgenomen door Federated Department Stores.